# Tacanan
Tacanan.- Porodica rasno i jezično srodnih indijanskih plemena iz sjeverozapadne Bolivije i Perua, koja nosi ime po glavnom plemenu Tacana. Tacanan plemena nastanjena su u džunglama, uprasvo istočno od Cuzca, na gornjoj Madre de Dios i njezinim pritokama, i prostiru se istočno, između 13° i 15° južne širine, pa do rijeke Beni. Tacanani su sjedilački narod koji se bavi i tropskom hortikulturom, lovom i ribolovom. Porodica se danas vodi kao dio veće porodice Pano-Tacanan, a satoji se od više ogranaka s predstavnicima: 
- Araona s jezicima i plemenima Capachene, Caviña, Cavineño, Mabenaro, Machui.
- Arasa
- Guariza
- Maropa (Reyesano):
  - Maropa,
  - Sapibocona.
- Tacana: Ayaychuna, Babayana, Chiliuvo, Chivamona, Ixiama, Pamaino, Pasaramona, Saparuna, Siliama, Tumupasa, Toromona, Uchupiamona, Yabaypura, Yubamona.
- Tiatinagua: 
  - Baguaja,
  - Chama (Esse'Ejja),
  - Chunchu,
  - Echoca (Echoja),
  - Guacanahua,
  - Huanayo,
  - Kinaki,
  - Mohino.
- Yamaluba

## Vanjske poveznice
- Ethnologue (14th)
- Ethnologue (15th)

Ethnologue (16th)
- Alain Fabre, Pano-Takana  Arhivirana inačica izvorne stranice od 28. studenoga 2008. (Wayback Machine)